# Wrzosów (przystanek kolejowy)
Wrzosów – jeden z trzech przystanków kolejowych w gminie Dębe Wielkie, leżący najbliżej Mińska Mazowieckiego. Znajduje się w miejscowości Chrośla, ale swoim zasięgiem obejmuje w równym stopniu miejscowość Ruda. Według klasyfikacji PKP ma kategorię dworca lokalnego.
Przystanek składa się z dwóch peronów standardowej wysokości (wysokich), wykończonych elementami betonowymi. Perony nie znajdują się naprzeciwko siebie i są oddzielone przejściem dla pieszych z automatycznymi rogatkami. Na przystanku znajduje się murowany budynek z kasą i poczekalnią.

## Ruch pasażerski[2]
| Rok  | Wymiana pasażerska na dobę |
| ---- | -------------------------- |
| 2017 | 1000-1500                  |
| 2018 | 700-999                    |
| 2019 | 1500-2000                  |
| 2020 | 700-999                    |
| 2021 | 700-999                    |
| 2022 | 1000-1500                  |
| 2023 | 1000-1500                  |

## Połączenia pasażerskie
Na przystanku zatrzymują się wyłącznie pociągi, które obsługują wszystkie dostępne przystanki.
- Błonie
- Grodzisk Mazowiecki
- Góra Kalwaria
- Łowicz
- Łuków
- Mińsk Mazowiecki
- Radom
- Siedlce
- Skierniewice
- Warszawa Zachodnia
- Żyrardów